# Africans de Guangzhou
Els africans de Guangzhou (o negres de Guangzhou') són els africans que han emigrat a Guangzhou, Xina per un període curt o llarg.
El 2017 hi havia 10.344 africans a Guangzhou. Parlen anglès, francès, igbo, bambara i altres idiomes africans.
Degut al boom econòmic de finals de la dècada de 1990 van arribar milers d'empresaris i comerciants sobretot d'Àfrica Occidental a Guangzhou i hi van crear la comunitat africana. Al 2012 s'estimava que hi havia més de 100.000 africans vivint a la ciutat. Des del 2014 la població africana de la ciutat ha declinat significativament degut a les estrictes lleis d'immigració que han implementat les autoritats xineses i a pressions econòmiques dels seus països d'origen com la depreciació del naira nigerià i delkwanza angolès.

## Població

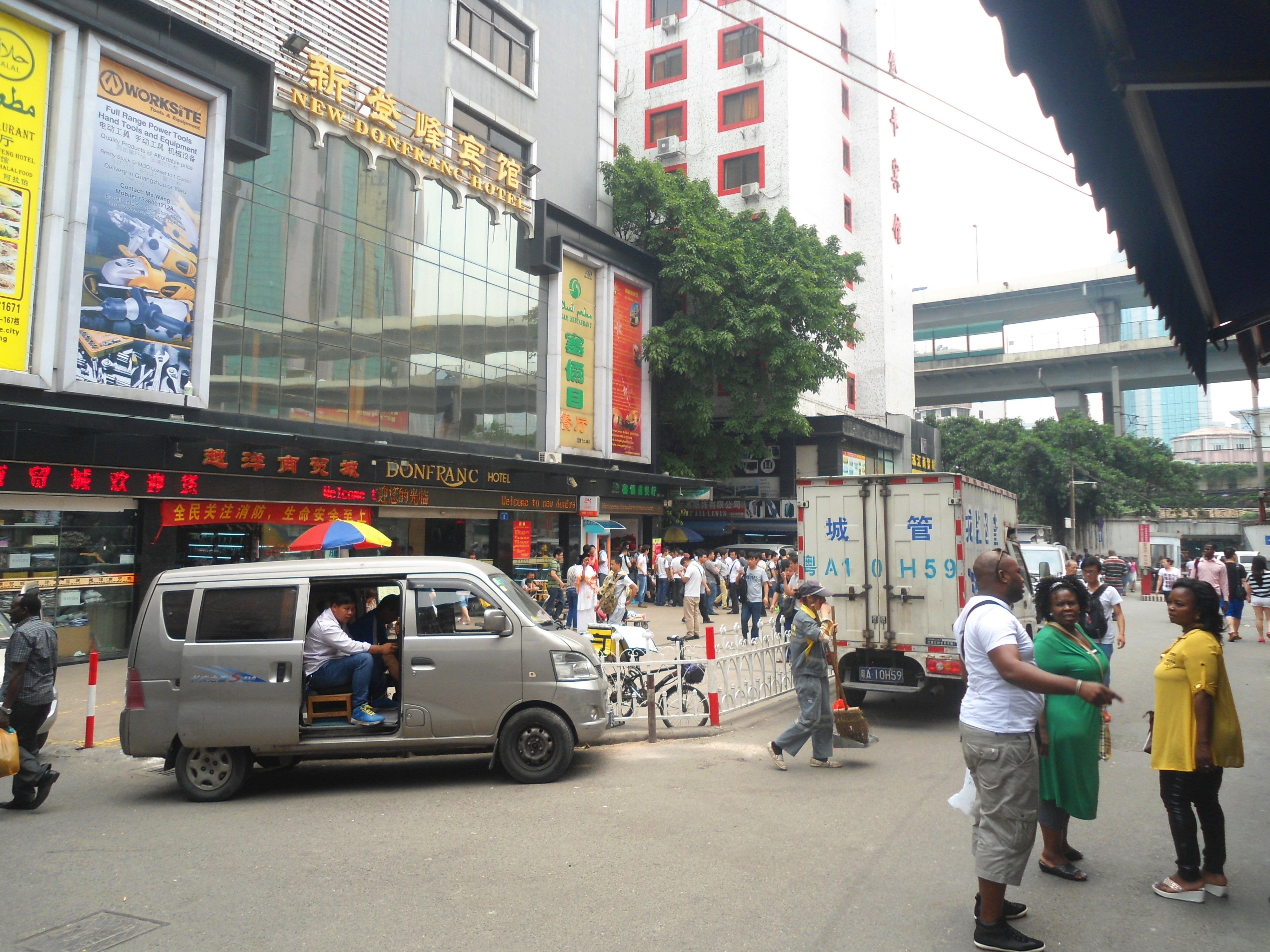
La part més meridional del carrer Baohan Straight, al subdistricte de Dengfeng, al districte de Yuexiu, Guangzhou, Guangdong, Xina

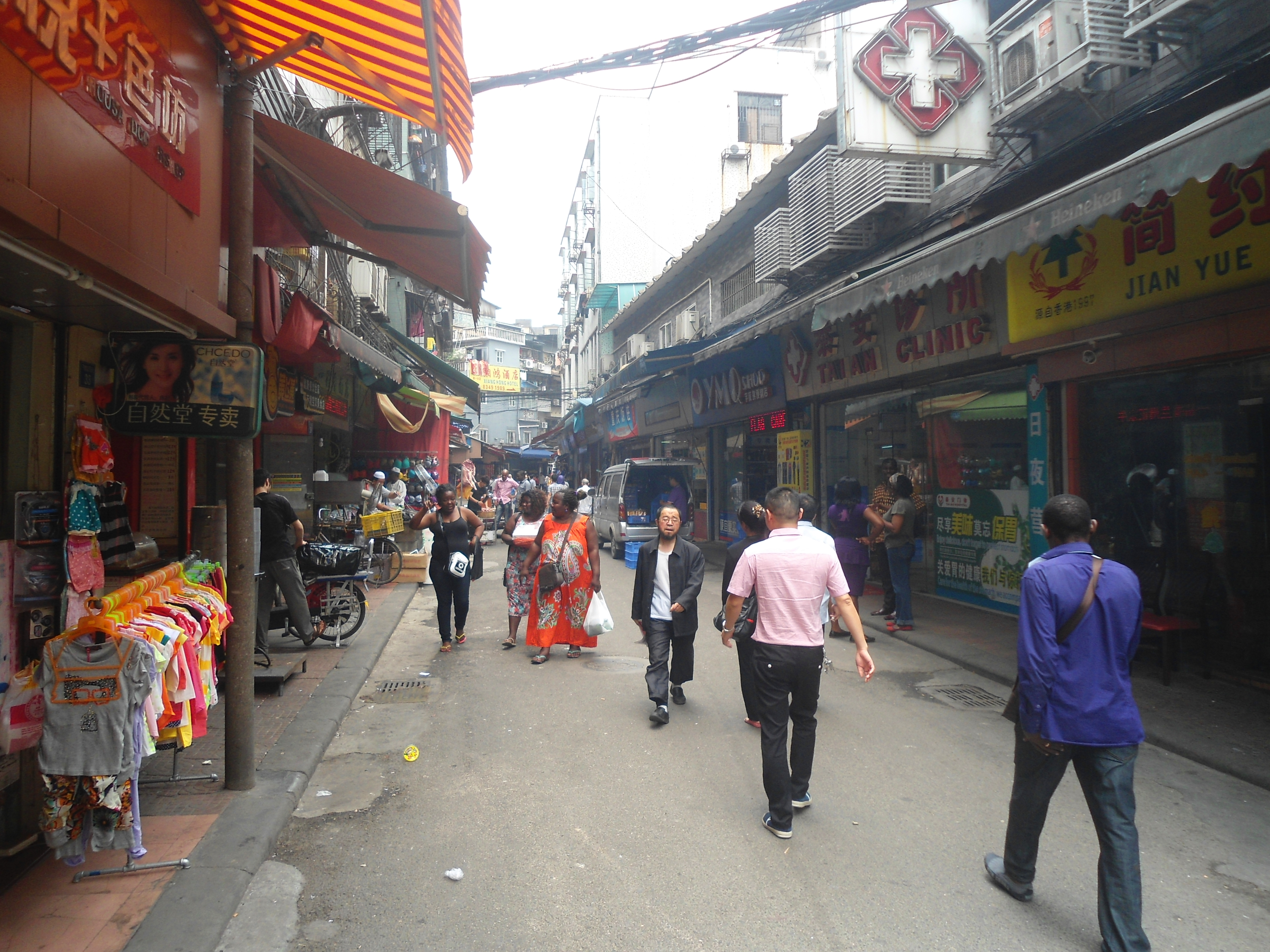
Negres a Guangzhou, 2014.

La majoria d'aquests centenars de milers d'africans que arriben a Guangzhou són visitants de curta durada, cosa que fa que siguin difícil calcular-ne quants n'hi ha. Segons dades oficials, en els primers nou mesos de 2014 hi va haver 430.000 entrades i sortides d'africans a Guangzhou. Dels 16.000 africans que residien a Guangzhou, es considerava que uns 4000 eren residents de llarga durada: els que vivien a la ciutat durant més de 6 mesos.
Des del 2014 la població africana de la ciutat ha declinat significativament i ha caigut fins als 10.344 residents el febrer de 2017. Un article de la revista This Is Africa de 2014 es parla d'aquest descens de la població degut a les dificultats del comerç internacional. Un article de la CNN de setembre de 2016 sobre la comunitat afirma que durant els últims 18 mesos van abandonar la ciutat milers de residents africans.
La majora dels africans de Guangzhou provenen de Nigèria i Mali. Els Igbos de Nigèria són el grup ètnic que té més persones residents de llarga durada, seguits pels malians. La resta de les comunitats africanes residents a Guangzhou són migrants De la República Democràtica de Congo, Ghana, i el Senegal amb alguns centenars de membres cadascuna registrats en organitzacions cíviques de cada país el 2014.

## Barris
Xiaobei i Guangyuanxi, del districte de Yuexiu són els dos barris en els que viuen la majoria dels empresaris africans de Canton.
Molts residents africans i del proper orient viuen a la zona de Xiaobei, a prop de l'estació homònima. A aquesta zona hi viuen més musulmans africans que cristians. La majoria dels comerços i restaurants africans estan al carrer Baohan Straight. El 2015 es va tornar a pavimentar el carrer i es van tancar molts comerços.
La majoria dels comerços igbos estan al nord de l'estació de trens de Guangzhou, a Guangyuanxi. Hi ha comerços de sabates i roba. D'ençà que es va frenar la immigració a l'estiu de 2013, aquesta zona ha perdut vitalitat.

## Història

### Dècades de 1990 i del 2000
A partir del boom econòmic de la Xina de la dècada de 1990 van emigrar milers d'africans a la Xina, sobretot d'Àfrica Occidental. A Canton els africans treballen generalment en el comerç i visiten o resideixen a la ciutat per a fer negocis comercials a les fàbriques properes. Durant la dècada del 2000 la població africana de la ciutat va créixer molt ràpid i el 2008 es va reportar que els residents africans creixien entre el 30 i el 40% anual.

### Aldarulls del 2009 i el 2012
Els anys 2009 i 2012 van haver-hi conflictes entre la comunitat africana i la policia que van acabar en aldarulls. El 2009 dos homes nigerians van saltar diversos pisos d'un edifici quan intentaven fugir de les autoritats d'immigració. Es van ferir a la caiguda. Però com que es van sentir rumors que havien mort, centenars d'africans, la majoria nigerians, es van manifestar a la comisaria de policia. La manifestació va escalar en un aldarull que va causar problemes de tràfic durant moltes hores.
El juny de 2012 la policia va retenir un africà després d'una disputa amb un taxista. Aquest va morir. Els policies van dir que havia perdut la consciència de cop. Centenars d'africans van fer una manifestació davant la comissaria de policia per demanar la causa de la mort. La policia de Guangzhou va respondre que investigarien el cas i que segons la llei de la Xina no es podien fer manifestacions que pertorbessin l'ordre públic.

### Persecució dels immigrants
Entre el juliol i l'agost de 2013 la policia va fer redades contra els immigrants. Reportatges periodístics van manifestar que hi havia hagut un declivi de la població africana des del 2014 per unes regulacions d'immigració més estrictes.
El sistema d'immigració que es va implantar al districte de Yuexiu a partir del 2013 va patir canvis a l'estiu del 2018. Molts hotels i apartaments low cost van prohibir que els africans hi dormissin i els restaurants i comerços africans foren clausurats. El diari ugandès Daily Monitor va explicar que els ugandesos només podien dormir a hotels de 4 o 5 estrelles de Guangzhou i va explicar que els ugandesos eren sospitosos criminals a la xina per tràfic de drogues. Un diari va explicar que el ministeri d'afers interns ugandès havia expedit passaports il·legals. Un portaveu de la direcció de ciutadania i de control migratori, del ministeri d'afers interns, va respondre que hi havia hagut persones que havien robat els passaports.

## Immigració
Alguns africans havien demanat permís de treball o residència permanent, però eren una minoria. La majoria dels comerciants tenien vises de turisme per a fer negocis d'importació-exportació entre la Xina i Àfrica.
Molts dels africans de Guangzhou s'estaven més temps a la ciutat del que els permetien els seus visats utilitzant passaports falsos, cosa que va fer que els policies fessin inspeccions de visat. Alguns africans deien que s'estaven més temps a la Xina perquè no havien pogut acabar amb els seus negocis i no havien pogut comprar el bitllet d'avió per tornar. Els sociòlegs Gordon Mathews, Linessa Dan Lin i Yang Yang, en un estudi sobre la comunitat africana expliquen que els nigerians, particularment els igbos, eren els que estaven més temps il·legalment al país degut a un orgull masculí. Els igbos, en les entrevistes, deien que estaven sota una gran pressió de la seva família per a aconseguir tancar amb els negocis que justificaven el seu viatge a la Xina.

## Dificultats del comerç internacional
A més a més de la dificultat d'immigrar, els comerciants africans també han tingut problemes degut a la depreciació de les monedes africanes després de la caiguda del preu del petroli el 2014. Els comerciants nigerians explicaven que era difícil canviar la moneda nigeriana a la Xina per a comprar productes. El govern nigerià havia reaccionat al principi a la depreciació del naira nigerià limitant l'accés a l'intercanvi amb l'estranger i refusant devaluar el preu oficial d'intercanvi. Per a obtenir naires, els comerciants nigerians havien d'acudir al mercat negre per a comprar-hi dòlars molts cars, cosa que els dificultava que tinguessin operacions profitoses. En un reportatge del Financial Times s'explica que el problema de l'intercanvi de les monedes han descoratjat a molts comerciants nigerians que anessin a Guanghzhou. Els angolesos també han tingut problemes per a intercanviar les seves monedes a la Xina.

## Crim
Oficials anti-drogues de Guangdong han assegurat que la majoria dels venedors de droga de la província eren africans o de l'Orient Mitjà. Els oficials anti-drogues explicaven que les dificultats lingüístiques dels policies afavorien els venedors de drogues, que no parlaven xinès. Un oficial del consolat nigerià de Guangzhou va estimar que al 2017 aproximadament l'1% dels nigerians que arribaven a Guangzhou eren arrestats per venda de drogues.
L'Oficina de Seguretat Pública de Guangzhou va fer un raid amb 1300 policies a l'hotel Lihua (Hotel drac) del Districte de Yuexiu. L'agost de 2013 van arrestar 168 sospitosos africans, la majoria de Nigèria i Mali. Sola Onadipe, ambaixador de Nigèria a Beijing va dir que més dels 50 sospitosos arrestats eren nigerians. VA dir que s'havien trobat grans quantitats de diners.